# Hassi Tabankort
Hassi Tabankort est une ancienne oasis d'Algérie dans la Wilaya d'Illizi, située au sud du Grand Erg Oriental.

## Histoire
Quelques objets archéologiques y ont été découverts, témoignant de l'occupation du lieu sous la préhistoire. 
Fernand Foureau en 1880 s'y arrête et Bernard d'Attanoux y passe lors de son retour à Touggourt en avril 1894. 
Dans les années 1950-1970, des forages pétrolifères y sont effectués. 